# 蒙塔尼亚勒唐普利耶
蒙塔尼亚-勒唐普利耶（法語：Montagna-le-Templier，法語發音：[mɔ̃taɲa lə tɑ̃plije]）是法国汝拉省的一个旧市镇，属于隆斯勒索涅区。2017年1月1日，蒙塔尼亚-勒唐普利耶和相邻的另外两个市镇合并为新市镇蒙兰西亚（Montlainsia）。

## 地理
蒙塔尼亚-勒唐普利耶（46°21'14"N, 5°27'18"E）面积7.05 平方千米，位于法国勃艮第-弗朗什-孔泰大區汝拉省，该省份为法国东部内陆省份，北起上索恩省，西北接科多尔省，西临索恩-卢瓦尔省，南至安省，东与杜省和瑞士接壤。
与蒙塔尼亚-勒唐普利耶接壤的市镇（或旧市镇、城区）包括：沙尔诺新城、布鲁瓦西亚、兰村、蒙弗勒尔、圣于连、维勒尚特里亚、瓦勒叙朗。
蒙塔尼亚-勒唐普利耶的时区为UTC+01:00、UTC+02:00（夏令时）。

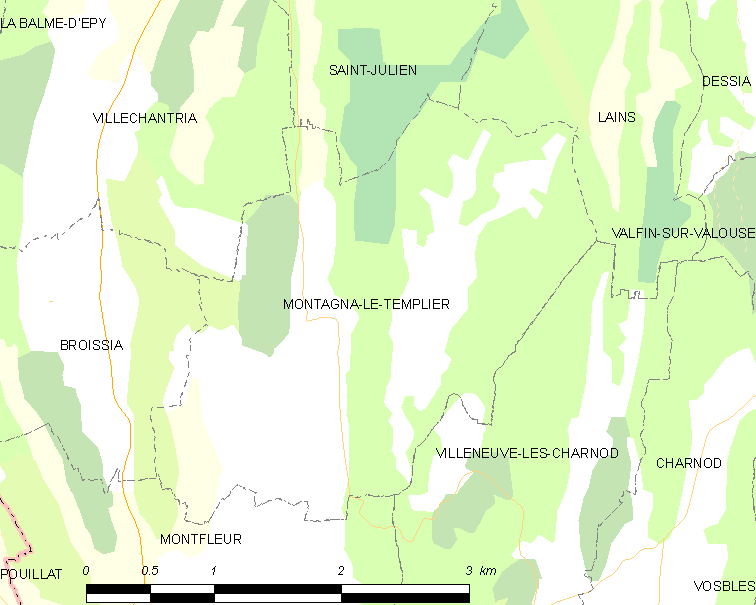
蒙塔尼亚-勒唐普利耶的OSM定位图

## 行政
蒙塔尼亚-勒唐普利耶的邮政编码为39320，INSEE市镇编码为39347。

## 政治
蒙塔尼亚-勒唐普利耶所属的省级选区为圣阿穆尔县。

## 人口

1962-2008年间蒙塔尼亚-勒唐普利耶人口变化图示

蒙塔尼亚-勒唐普利耶于2018年1月1日时的人口数量为99人。